# Friedrich Schöne
Friedrich Schöne (* 24. April 1882 in Berlin; † 11. November 1963 in Lübeck) war ein deutscher Jurist, Verwaltungsbeamter und Landrat.

## Leben und Wirken
Friedrich Schöne war ein Sohn des Archäologen Richard Schöne und dessen zweiter Frau Helene Wigand, geborene Härtel (1844–1928). Sein Bruder war der Arzt und Hochschullehrer Georg Schöne. Seine Schwester Clara (1881–1964) war mit dem Arzt und Hochschullehrer Wilhelm Zinn verheiratet. Der Klassische Philologe Hermann Schöne (1870–1941) war sein Halbbruder.
Nach dem Besuch des Königlichen Wilhelms-Gymnasiums in Berlin studierte er Sprachen in Oxford und London, wechselte dann aber an die Universitäten Freiburg im Breisgau und Bonn, wo er Rechtswissenschaften studierte. 1904 wurde er zum Dr. jur. promoviert. 
Er arbeitete zunächst als Gerichtsreferendar in Berlin, am Bezirksgericht Neuruppin und wurde 1906 Regierungsreferendar in Frankfurt (Oder). Ab 1909 arbeitete er beim Landratsamt in Eschwege als Regierungsassessor. Von 1911 bis 1912 unternahm er eine Studienreise nach Australien, Neuseeland und Asien. 1913 ging er als Referent zur Regierung in Düsseldorf. 1916 wurde Friedrich Schöne zum Regierungsrat ernannt. Er wurde zum Militär eingezogen, aber kurz vor Ende des Ersten Weltkriegs aus dem aktiven Dienst entlassen.
Friedrich Schöne wurde 1918 Landrat im Landkreis Essen. 1919 wurde er Vorsitzender des neugegründeten Stadtverbands Essen der Kleingärtnervereine. Er war an der Weiterführung des Folkwang Museums beteiligt und von 1922 bis 1924 Vorsitzender des Folkwang-Museumsvereins. Bis an sein Lebensende war er Ehrenmitglied des Vereins.
Während der Ruhrbesetzung wurde Friedrich Schöne 1923 von den Franzosen verhaftet und zu fünf Jahren Gefängnis verurteilt. Im folgenden Jahr wurde er entlassen und aus dem besetzten Gebiet ausgewiesen. Anschließend war er bis 1936 Landrat des Kreises Randow in der Provinz Pommern. 1936 trat er als Beigeordneter in den Dienst des Deutschen Gemeindetags, dem er bis 1945 angehörte.
Nach dem Zweiten Weltkrieg zog er nach Sierksdorf. Er publizierte juristische Artikel und Essays in Fachzeitschriften.
Friedrich Schöne war seit 1913 mit der Australierin Milly Scharff verheiratet und hatte mit ihr vier Kinder.